# S.S. Lazio Calcio a 5 2017-2018
Questa pagina raccoglie i dati riguardanti la S.S. Lazio Calcio a 5, squadra di calcio a 5 militante in serie A, nelle competizioni ufficiali del 2017-2018.

## Calciomercato

### Sessione estiva
| Dejan Bizjak  | St. Andrews       |
| Urjel Liistro | Canosa            |
| Pelezinho     | Atletico New Team |
| Pichí         | Gáldar            |
| Rafael Tosta  | Real Dem          |

| Matteo Blasimme   | svincolato            |
| Marco Chiomenti   | Roma Futsal           |
| Daniel Giasson    | Jaén                  |
| Marco Guercio     | Fortitudo Pomezia     |
| Kevin Ramírez     | ACCS                  |
| Emanuele Stoccada | TopNetwork Valmontone |

### Sessione invernale
| Adrián González | Fuorigrotta |
| Jorginho        | Feldi Eboli |
| Iuri Scheleski  | Fuorigrotta |

| Giuliano Fortini   | PesaroFano        |
| Daniele Gattarelli | Lido di Ostia     |
| Pelezinho          | Atletico New Team |
| Pichí              | Arzignano         |
| Rafael Tosta       | Active Network    |

## Organico

### Prima squadra
| N° | Naz.                                   | Ruolo | Sportivo           | Anno     |  |  |
| -- | -------------------------------------- | ----- | ------------------ | -------- |  |  |
| 2  | Brasile (bandiera)                     | POR   | Laion De Freitas   | 28.05.89 |  |  |
| 3  | Brasile (bandiera) · Italia (bandiera) | POR   | Urjel Liistro      | 30.09.95 |  |  |
| 4  | Italia (bandiera)                      | LAT   | Daniele Gattarelli | 16.08.91 |  |  |
| 5  | Spagna (bandiera)                      | LAT   | Pichí              | 08.10.90 |  |  |
| 7  | Italia (bandiera)                      | LAT   | Giuliano Fortini   | 08.09.96 |  |  |
| 8  | Brasile (bandiera)                     | LAT   | Gedson             | 05.12.91 |  |  |
| 9  | Italia (bandiera)                      | PIV   | Daniele Chilelli   | 11.11.83 |  |  |
| 10 | Brasile (bandiera)                     | LAT   | Pelezinho          | 26.02.96 |  |  |
| 10 | Spagna (bandiera)                      | LAT   | Adrián González    | 17.05.95 |  |  |
| 11 | Brasile (bandiera) · Italia (bandiera) | DIF   | Rafael Tosta       | 02.04.85 |  |  |
| 11 | Brasile (bandiera)                     | LAT   | Iuri Scheleski     | 30.07.92 |  |  |
| 12 | Brasile (bandiera)                     | PIV   | Jorginho           | 24.11.89 |  |  |
| 19 | Italia (bandiera)                      | PIV   | Tiziano Chilelli   | 28.06.94 |  |  |
| 21 | Slovenia (bandiera)                    | LAT   | Dejan Bizjak       | 21.04.88 |  |  |

### Under-19
| N° | Naz.              | Ruolo | Sportivo                | Anno     |  |  |
| -- | ----------------- | ----- | ----------------------- | -------- |  |  |
| 1  | Italia (bandiera) | POR   | Massimiliano Ciarrocchi | 13.10.00 |  |  |
| 6  | Italia (bandiera) | LAT   | Emiliano Gastaldo       | 31.12.98 |  |  |
| 18 | Italia (bandiera) | LAT   | Marco Calzetta          | 01.08.00 |  |  |
| 20 | Italia (bandiera) | LAT   | Alessio De Lillo        | 21.07.00 |  |  |
| 23 | Italia (bandiera) | DIF   | Jacopo Lupi             | 17.12.98 |  |  |
| 24 | Italia (bandiera) | LAT   | Matteo Biscossi         | 14.11.98 |  |  |
| 26 | Italia (bandiera) | LAT   | Giacomo Luce            | 27.12.98 |  |  |